# Gut Garkau

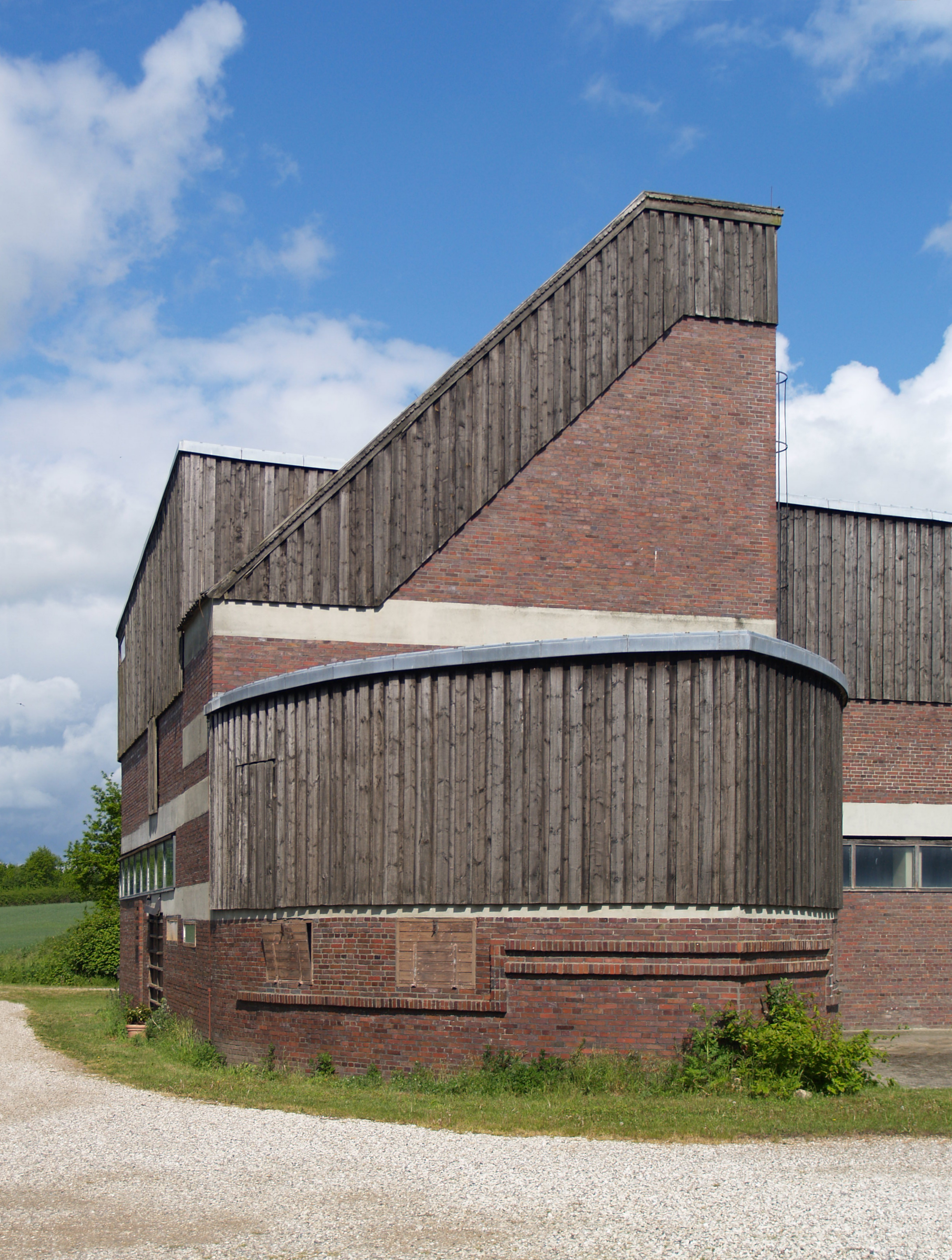
Kuhstall

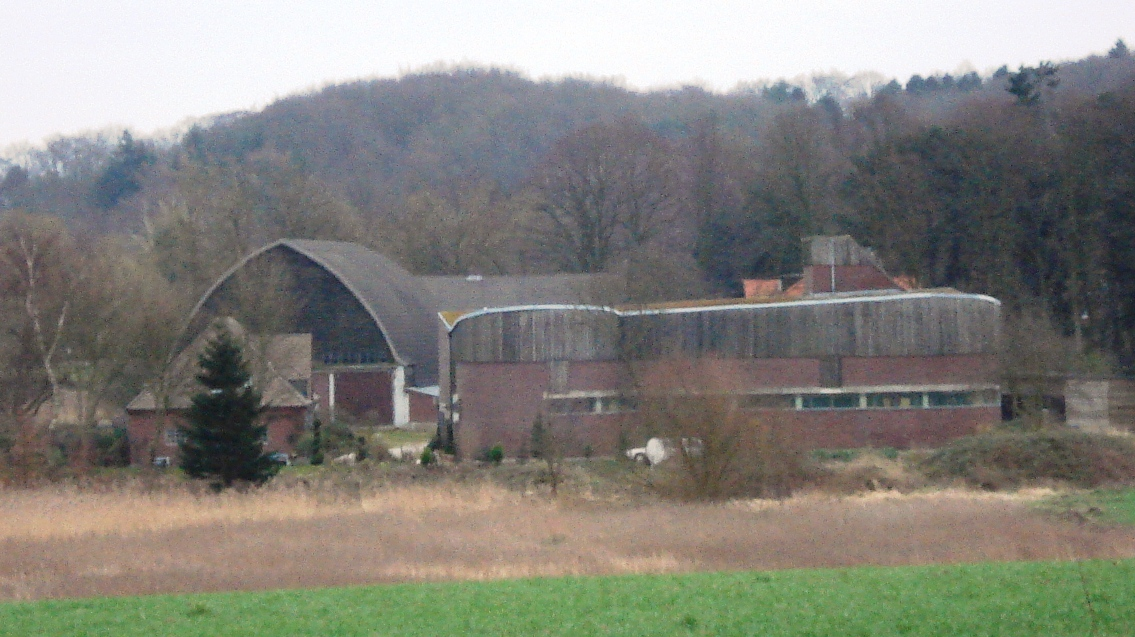
Ansicht von Nordwesten

Das Gut Garkau ist ein Bauernhof bei Klingberg in der Gemeinde Scharbeutz im Kreis Ostholstein in Schleswig-Holstein, direkt am südwestlichen Ufer des Großen Pönitzer Sees gelegen. Es ist ein Beispiel für das organische Bauen.

## Geschichte
Gut Garkau wurde 1924 bis 1926 nach Planungen des Architekten Hugo Häring erbaut und gilt als dessen Hauptwerk. Bauherr war Otto Birtner, der in den USA aktuelle Entwicklungen in der Landwirtschaft kennengelernt hatte und nun auf dem eigenen Hof umsetzen wollte. Von der ursprünglichen Planung des Gutes als einheitliche Hofanlage wurden nur der Kuhstall, die Scheune und ein Geräteschuppen realisiert; das Gutshaus, ein Schweinestall mit angegliedertem Pferdestall, ein Hühnerstall und eine Dunglege konnten nicht verwirklicht werden.
Die fünf Gebäude des Gutes sind um einen länglichen, in nordwestlich-südöstlicher Richtung ausgerichteten Hof herum angeordnet. Am nordwestlichen Ende des Hofes steht der aus rotviolettem Backstein errichtete Kuhstall mit seinem holzverkleideten Obergeschoss, der trotz seiner skulpturalen Anmutung ganz im Sinne des organischen Bauens vollständig aus seiner Funktion heraus entwickelt wurde. Er bietet Platz für einen Bullen, 42 Milchkühe und 23 Jungtiere. Die Anordnung der Kühe um einen zentralen „Futtertisch“ ermöglicht die direkte Fütterung durch Öffnungen aus dem als Heuboden dienenden Obergeschoss. Bemerkenswert ist auch die Scheune mit einem Zollingerdach mit einem großen stützenfreien Innenraum.
Nach dem Krieg erwarb Landwirt Walter Röders den Hof und sein Sohn Dietrich Röders führte ihn bis 1994.
1973 stellte Gut Garkau die Milchwirtschaft ein, da die kleine Herde von 42 Tieren aus Kostengründen nicht mehr wettbewerbsfähig war. Der Abriss des Kuhstalles konnte 1975 verhindert werden, die Aktion der Landesdenkmalpflege „Gut Garkau darf nicht sterben“ sorgte für große Aufmerksamkeit und es kam zu einer umfassenden Restaurierung, die 1976 abgeschlossen war.
Gut Garkau steht als „Kulturdenkmal mit nationaler kultureller Bedeutung“ unter Denkmalschutz. Das Gut wird nicht mehr landwirtschaftlich bewirtschaftet, Kuhstall und Scheune stehen leer und können seit einigen Jahren auch nicht mehr besichtigt werden.